# Morgan County (Indiana)
Morgan County ist ein County im Bundesstaat Indiana der Vereinigten Staaten. Der Verwaltungssitz (County Seat) ist Martinsville.

## Geographie
Das County liegt etwas südwestlich des geographischen Zentrums von Indiana und hat eine Fläche von 1060 Quadratkilometern, wovon acht Quadratkilometer Wasserfläche sind. Es grenzt im Uhrzeigersinn an folgende Countys: Hendricks County, Marion County, Johnson County, Brown County, Monroe County, Owen County und Putnam County.

## Geschichte
Morgan County wurde am 31. Dezember 1821 als Original-County aus freiem Territorium gebildet. Benannt wurde es nach Daniel Morgan, einem General im Amerikanischen Unabhängigkeitskrieg.

### Historische Bauwerke
1950 wurde die heute historische Mill Street Bridge errichtet. Eine weitere historische Brücke, die White Lick Creek Bridge, wurde 1935 gebaut. Sie wurde 1995 durch eine neue ersetzt.
In Martinsville befindet sich das historische Martinsville Sanitarium. Das Gebäude befindet sich auf 239 der West Harrison Street. Insgesamt sind 27 Bauwerke und Stätten des Countys im National Register of Historic Places eingetragen (Stand 2. September 2017).

### Bevölkerung

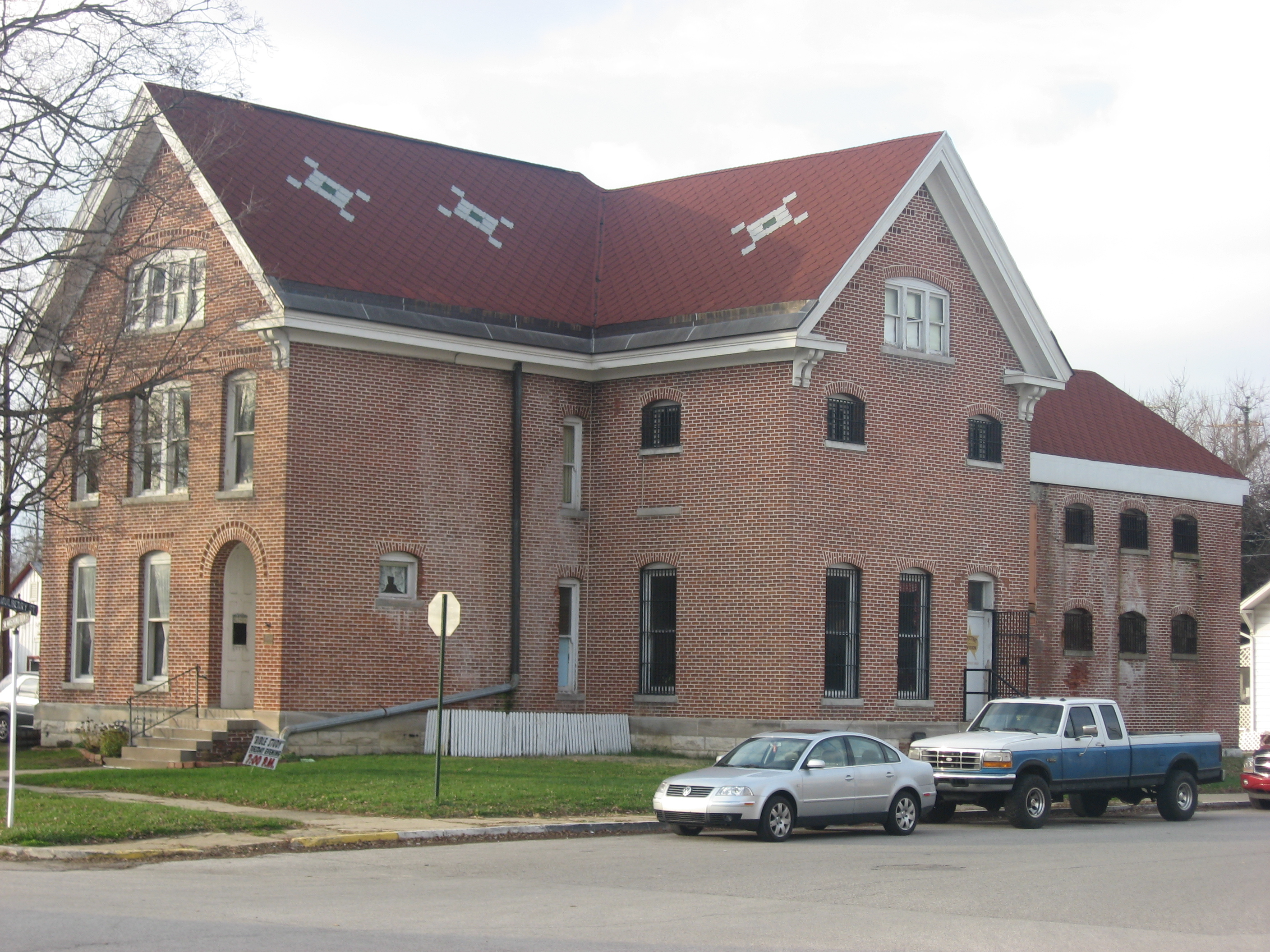
Bezirksgefängnis des Countys, gelistet im NRHP

## Orte im County

### Gemeinden
City oder Town:
- Bethany
- Brooklyn
- Martinsville
- Monrovia
- Mooresville
- Morgantown
- Paragon

### Weitere Orte
Unincorporated Place:
- Adams
- Alaska
- Allman
- Banta
- Beech Grove
- Bluffs
- Briarwood
- Brookmoor
- Browns Crossing
- Bunker Hill
- Centerton
- Champlin Meadows
- Cope
- Crestview Heights
- Crown Center
- Eminence
- Exchange
- Fewell Rhoades
- Fields
- Five Points
- Fox Hill
- Gasburg
- Hall
- Hyndsdale
- Lake Hart
- Landersdale
- Lewisville
- Little Point
- Mahalasville
- Maxwell
- McDaniel
- Miller
- Plano
- Prather
- Ridgewood
- Shelburne
- Stines Mill Corner
- Sundown Manor
- Wakeland
- Waverly
- Waverly Woods
- Whitaker
- Wilbur
- Willowbrook Estates
- Wiser
- Wolff
- Woodcrest
- Young

### Townships
Townships:
- Adams Township
- Ashland Township
- Baker Township
- Brown Township
- Clay Township
- Green Township
- Gregg Township
- Harrison Township
- Jackson Township
- Jefferson Township
- Madison Township
- Monroe Township
- Ray Township
- Washington Township

## Fließgewässer
- Clear Creek
- Stotts Creek
- White Lick Creek
- White River